# Мануэль Мурильо Торо (стадион)
Мануэль Мурильо Торо (исп. Estadio Manuel Murillo Toro) — многофункциональный стадион, расположенный в городе Ибаге, департамент Толима (Колумбия). Вместимость стадиона составляет около 30 000 зрителей. Мануэль Мурильо Торо — домашняя арена футбольного клуба «Депортес Толима». Стадион носит имя президента Колумбии Мануэля Мурильо, уроженца департамента Толима, проведшего юность в Ибаге.
Стадион был построен в 1955 году за рекордные 55 дней и открыт 20 июля 1955 года. В матче открытия «Депортес Толима» уступила клубу «Бока Хуниорс Кали» со счётом 2:3. Первоначально спортивная арена носила имя тогдашнего колумбийского диктатора Густаво Рохаса Пинильи и вмещала около 3 000 зрителей. После смерти Пинильи стадион несколько раз сменил названия прежде чем получил нынешнее. Так одно время он носил имя святого Бонифация, покровителя города.
К проводившимся в Ибаге Национальным играм в 1970 году вместимость стадиона была увеличена до 18 000 зрителей. 18 ноября 1981 года произошло обрушение верхней части западной трибуны, в результате чего погибло 18 человек. Случилось это во время матча местной команды и «Депортиво Кали» в рамках финального турнира Чемпионата Колумбии 1981 года. В результате «Депортес Толима» проводила оставшиеся матчи в Боготе, а стадион был частично перестроен.
В 2000-х годах была произведена реконструкция стадиона, чтобы тот отвечал требованиям ФИФА. Вместимость увеличилась до 30 000 человек.
Мануэль Мурильо Торо также стал известен тем, что здесь провёл свой последний матч на профессиональном уровне Роналдо. 3 февраля 2011 года его «Коринтианс» уступил «Депортес Толима» со счётом 0:2 в рамках первого этапа Кубка Либертадорес 2011 и вылетел из турнира. Из-за этой неудачи и постоянных болей в ногах он объявил 14 февраля того же года о досрочном завершении своей карьеры.
Стадион также периодически используется для проведения музыкальных концертов.